# 石田憲次
石田 憲次（いしだ けんじ、1890年6月7日 - 1979年6月30日）は、日本の英米文学者。

## 経歴
山口県出身。東京外国語学校英語科を経て、1916年京都帝国大学英文科卒。同志社大学教授、1924年京都帝大文学部助教授、1934年教授、京都大学教授、1951年定年退官、大阪市立大学教授、1958年京都女子大学教授を務めた。18世紀およびヴィクトリア朝の英文学研究、またフランクリンなど初期アメリカ文学の研究を行い多数の著作を著した。特にキリスト教的傾向が強い。
1979年6月30日、脳溢血のため京都市北区の鞍馬口病院で死去。89歳。

## 著書
- 『改造期の文学者バーナード・シヨオ』（弘文堂書房） 1920
- 『カーライル研究』（新日本図書） 1923
- 『基督教的文学観』（研究社） 1932
- 『バーナード・ショオ真髄』（弘文堂書房） 1932
- 『ジヨンソン博士とその群』（研究社） 1933
- 『ニューマン』（研究社出版、研究社英米文学評伝叢書） 1936
- 『信仰告白』（研究社） 1937
- 『英文学主潮史 第2 研究社英米文学語学講座 第5』（研究社） 1941
- 『近代英国の諸断面』（星野書店） 1944
- 『英国と英国人』（弘文堂書房、教養文庫） 1947
- 『英国民性と文学』（日本評論社） 1949
- 『フランクリン』（日本評論社） 1949
- 『英文学 感銘と考察』（高島屋出版部） 1949
- 『カーライル論考』（新日本図書） 1949
- 『アメリカ文学の研究』（研究社出版） 1950
- 『エマーソンとアメリカのネオ・ヒューマニズム』（研究社出版） 1958
- 『英文学としての旧約聖書とアポクリフア』（研究社出版） 1960
- 『英文学のよろこび』（研究社出版） 1965
- 『英文学風土記』（研究社出版） 1972
- 『二度生まれる 文学に現われた宗教的回心』（あぽろん社） 1981

### 共著
- 『ヂョンスン』（鈴木二郎共著、研究社、研究社英米文学評伝叢書） 1934

## 翻訳
- 『過去と現在』（カーライル、弘文堂書房） 1919、のち岩波文庫
- 『此の最後の者にも』（ジョン・ラスキン、弘文堂書店） 1924
- 『胡麻と百合』（ラスキン、照山正順共訳、岩波文庫） 1935
- 『衣服哲学』（カーライル、岩波文庫） 1946
- 『続エリア随筆集』（チャールズ・ラム、新月社、英米名著叢書） 1948
- 『ミル自叙伝』（ジョン・スチュアート・ミル、今泉浦治郎共訳、弘文堂書房） 1948
- 『言論と自由 アリオパヂティカ』（ジョン・ミルトン、上野精一,吉田新吾共訳、新月社） 1948、のち改題『言論の自由』（岩波文庫）
- 『イギリスの社会小説 1830 - 1850』（ルイ・カザミアン、臼田昭共訳、研究社出版） 1958
- 『英国人』（H・W・ネヴィンソン、石田泰共訳、南雲堂） 1981
- 『文学とキリスト教義 聖書のより良き理解のための試論』（マシュー・アーノルド、あぽろん社） 1982

## 論文
- <石田憲次